# Комишловський міський округ
Комишло́вський міський округ (рос. Камышловский городской округ) — адміністративна одиниця Свердловської області Російської Федерації.
Адміністративний центр та єдиний населений пункт — місто Комишлов.
Населення міського округу становить 26444 особи (2018; 26870 у 2010, 28914 у 2002).